# أسفلت 9: ليجندز
أسفلت ليجيندز يونايت (بالإنجليزية: Asphalt legends unite) سابقا أسفلت 9: ليجندز لعبة سباق من تطوير غيم لوفت، وهي الإصدار التاسع من سلسلة أسفلت. نشرت أولا لآي أو إس في الفلبين بتاريخ 26 فبراير 2018 ، ثم في تايلاند بتاريخ 22 مارس 2018.
تعمل بمحرك فيزيائي «طلقة» مع ميزات مضافة مثل سيارات حديثة، نظام ملاحة، مناسبات جديدة، ونبض نيترو والذي أضيف إلى «إسفلت 6» و«إسفلت 7» ماعدى «إسفلت 8».
المواقع
يتوفر في اللعبة عدة مواقع سباق من أنحاء العالم أهمها: شنغهاي، القاهرة، سان فرانسيسكو، روما، جبال الهيمالايا والغرب الأمريكي. أُضيف موقع سباق جديد في التحديث الأخير وهو جزر الكاريبي.
السيارات
تحتوي اللعبة على مجموعة مذهلة من أشهر السيارات الرياضية في العالم من كبرى شركات السيارات الرياضية: بوغاتي، ماكلارين، كوينيكسيغ، مرسيدس أي أم جي، دابليو موتورز وبي أم دابليو.